# پاتریک براون

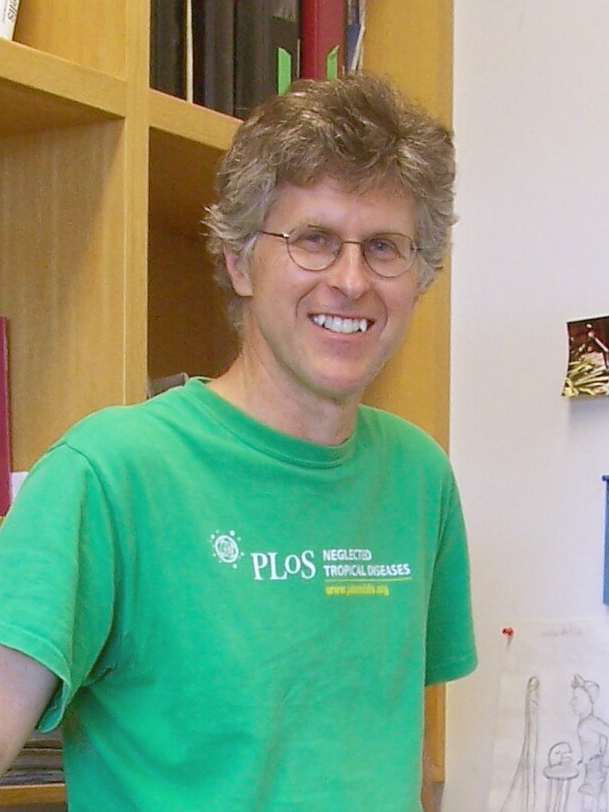
پاتریک براون

پاتریک براون (به انگلیسی: Patric O.Brown) پزشک و بیوشیمی‌دان آمریکایی زاده ۱۹۵۴ در واشنگتن دی‌سی، استاد بیوشیمی دانشگاه استنفورد است. او کارشناسی علوم، پزشکی و بیوشیمی را در دانشگاه میشیگان فراگرفت. او در پژوهش‌هایش ار میکرواری دی‌ان‌آ برای بررسی الگوی بیان ژن‌ها در سرطان استفاده کرد. او در ۱۹۸۸ در موسسه پزشکی هاورد هیوز شروع به فعالیت کرد و در سال ۲۰۰۲ به عضویت آکادمی ملی علوم برگزیده شد و به عنوان یکی از ۲۰۰۰ دانشمند برتر آمریکا به شمار آمد.
در سال ۲۰۰۲ جایزه تاکدا را به خاطر تلاش‌هایش بر روی بیان ژن و ارتقا روش آن و ابداع روش‌های تولید در اینترنت دریافت کرد. 
او یکی از بنیانگذاران انتشارات پلاس است.